# A sárkány szeme (regény)
A sárkány szeme (The Eyes of the Dragon) Stephen King amerikai író 1984-ben megjelent regénye. Magyarul először a King Könyvkiadó és Kereskedelmi Bt.-nél jelent meg a regény, Gáspár András fordításában, 1992-ben, majd Müller Bernadett új fordításában, az Európa Könyvkiadónál, 2006-ban.

## Cselekmény
|  | Alább a cselekmény részletei következnek! |

A regény többféleképpen is értelmezhető: például fiktív történetként, de akár egyszerű börtöntörténetként is felfogható.
Egyik szereplője az a Randall Flagg, aki többek között a Végítélet című regényben is fontos szerepet játszik. Flagg az, aki megöli Rolandot, Delain királyát, és aki azt a látszatot kelti, hogy a gyilkos valójában Roland idősebbik fia, Peter. A fiút bűnösnek is találják, és a Tűtoronyba zárják. Öccse, Roland másik fia, Thomas lesz az új király, de túlságosan fiatal és gyenge még: valójában Flagg uralkodik helyette, és ez semmi esetre sem jelent jót Delain számára.
Peternek sürgősen megoldást kell találnia, vagy szeretett hazája elpusztul. Egyetlen segítsége a fogságban gyerekkori babaháza és azok az asztalkendők, amelyeket minden étkezéshez kap, de amelyeket minden alkalommal vissza is kell juttatnia.
|  | Itt a vége a cselekmény részletezésének! |

## Érdekességek
A sárkány szeme valójában azért íródott, hogy Stephen King megajándékozza lányát – aki akkor tizenhárom éves volt – egy olyan történettel, amely nem szörnyekről, kísértetekről és vámpírokról, hanem hitről, szeretetről és barátságról szól.
A mű kapcsolatban áll King hétkötetes Setét Torony-ciklusával is.
A könyv magyar kiadása – különböző kiadóknál, egyazon fordítótól – három eltérő címen is megjelent: A sárkány szeme, A mágus és A szem.

## Magyarul
- A sárkány szeme; ford. Gáspár András; King, Bp., 1992
- A szem; ford. King Bt. [Gáspár András]; jav. kiad.; King, Bp., 1995
- A mágus; ford. Gáspár András; King, Bp., 1997